# Třanovice
Třanovice (in polacco Trzanowice, in tedesco Trzanowitz) è un comune della Repubblica Ceca facente parte del distretto di Frýdek-Místek, nella regione della Moravia-Slesia.